# Kanton Saint-Céré
Kanton Saint-Céré (francouzsky Canton de Saint-Céré) je francouzský kanton v departementu Lot v regionu Midi-Pyrénées. Tvoří ho 14 obcí.

## Obce kantonu
- Autoire
- Bannes
- Frayssinhes
- Latouille-Lentillac
- Loubressac
- Mayrinhac-Lentour
- Saignes
- Saint-Céré
- Saint-Jean-Lespinasse
- Saint-Laurent-les-Tours
- Saint-Médard-de-Presque
- Saint-Paul-de-Vern
- Saint-Vincent-du-Pendit
- Saint-Jean-Lagineste